# Morti nel 1884
| Questa pagina contiene informazioni ricavate automaticamente dalle voci biografiche con l'ausilio del template Bio e di un bot. L'aggiornamento è periodico e automatico e ricostruisce completamente la pagina. Se manca una persona in questa lista, sei pregato di non aggiungerla, ma accertati piuttosto che la sua voce biografica contenga il template Bio e che i dati anagrafici siano correttamente compilati. Se il template Bio manca, inseriscilo tu stesso o, in alternativa, metti l'avviso {{tmp\|Bio}} che ne segnala la mancanza. Se i dati riportati sono sbagliati, correggi direttamente la voce biografica; le modifiche saranno visibili in questa lista entro pochi giorni. Per chiarimenti vedi il progetto biografie. La lista contiene solo le 408 persone che sono citate nell'enciclopedia e per le quali è stato implementato correttamente il template Bio. Pagina aggiornata al 26 lug 2025. |

## Gennaio(45)
- 1º gennaio - Pompeo Provana del Sabbione, politico e militare italiano (n. 1816)
- 1º gennaio - Gaetano Sangiorgi, politico italiano (n. 1823)
- 2 gennaio - Marietta Gazzaniga, soprano italiano (n. 1824)
- 2 gennaio - Daniel Harrwitz, scacchista tedesco (n. 1821)
- 3 gennaio - Nicolò Camarda, glottologo, grecista e traduttore italiano (n. 1807)
- 3 gennaio - Henri Ramière, gesuita francese (n. 1821)
- 3 gennaio - Şehzade Ahmed Nureddin, principe ottomano (n. 1852)
- 5 gennaio - Giuseppe Grixoni, politico italiano (n. 1805)
- 6 gennaio - Luigi Cochetti, pittore italiano (n. 1802)
- 6 gennaio - Gregor Mendel, biologo e matematico ceco (n. 1822)
- 6 gennaio - Paolo Taglioni, danzatore e coreografo italiano (n. 1808)
- 8 gennaio - Edoardo Arborio Mella, architetto italiano (n. 1808)
- 9 gennaio - Francesco Maria Correale di Terranova, imprenditore e politico italiano (n. 1801)
- 9 gennaio - Vito D'Ancona, pittore italiano (n. 1825)
- 9 gennaio - Wilhelm Heinrich Erbkam, teologo tedesco (n. 1810)
- 10 gennaio - Théodore Marie Ratisbonne, presbitero francese (n. 1802)
- 11 gennaio - Giambattista Giuliani, filologo, linguista e storico della letteratura italiano (n. 1818)
- 13 gennaio - Alexander Porter, politico statunitense (n. 1785)
- 15 gennaio - Gennaro Ruo, pittore italiano (n. 1812)
- 17 gennaio - Hermann Schlegel, ornitologo e erpetologo tedesco (n. 1804)
- 17 gennaio - Giovanni Villa Riso, politico italiano (n. 1813)
- 18 gennaio - Antonio Romero Ortiz, politico spagnolo (n. 1822)
- 18 gennaio - John Wisker, scacchista e giornalista inglese (n. 1846)
- 19 gennaio - Giovanni Battista Basso, patriota e militare italiano (n. 1824)
- 21 gennaio - Auguste Franchomme, compositore e violoncellista francese (n. 1808)
- 22 gennaio - Victor Grosvenor, conte di Grosvenor, nobile inglese (n. 1853)
- 24 gennaio - Antonio Ghivizzani, politico e magistrato italiano (n. 1808)
- 25 gennaio - Giovanni Nistri, chirurgo italiano (n. 1815)
- 25 gennaio - Périclès Pantazis, pittore greco (n. 1849)
- 25 gennaio - Johann Gottfried Piefke, compositore prussiano (n. 1817)
- 25 gennaio - Francis Seymour-Conway, V marchese di Hertford, politico britannico (n. 1812)
- 26 gennaio - Louis Gautier, politico francese (n. 1810)
- 26 gennaio - John Letcher, politico statunitense (n. 1813)
- 26 gennaio - Giuseppe Rillosi, pittore italiano (n. 1811)
- 26 gennaio - Pavlo Čubynskyj, etnografo e poeta ucraino (n. 1839)
- 27 gennaio - Ambroży Mieroszewski, pittore polacco (n. 1802)
- 27 gennaio - Paolo Emilio Tulelli, presbitero, filosofo e educatore italiano (n. 1811)
- 28 gennaio - Auguste Dumont, scultore francese (n. 1801)
- 28 gennaio - Ernst Friedrich Wilhelm Klinkerfues, astronomo tedesco (n. 1827)
- 28 gennaio - Alexandre-Louis Leloir, pittore francese (n. 1843)
- 30 gennaio - Luigi Maria Bilio, cardinale italiano (n. 1826)
- 30 gennaio - Vincenzo Gazzotto, pittore italiano (n. 1807)
- 31 gennaio - Angiolo Del Lungo, medico italiano (n. 1807)
- 31 gennaio - John Henry Parker, archeologo, saggista e editore inglese (n. 1806)
- 31 gennaio - Franz Senn, presbitero e alpinista austriaco (n. 1831)

## Febbraio(38)
- 1º febbraio - Louis Edward Hostlot, presbitero statunitense (n. 1848)
- 2 febbraio - Wendell Phillips, avvocato, oratore e attivista statunitense (n. 1811)
- 3 febbraio - Giuseppe Antonio Brugnone, presbitero, gesuita e zoologo italiano (n. 1819)
- 3 febbraio - Josefine Gallmeyer, attrice teatrale e cantante austriaca (n. 1838)
- 3 febbraio - Hans Lassen Martensen, docente e vescovo luterano danese (n. 1808)
- 3 febbraio - Eugène Rouher, politico francese (n. 1814)
- 4 febbraio - George Engelmann, botanico tedesco (n. 1809)
- 5 febbraio - Maria Anna Ferdinanda di Braganza, portoghese (n. 1843)
- 7 febbraio - Johann Friedrich Julius Schmidt, astronomo e geofisico tedesco (n. 1825)
- 8 febbraio - Giuseppe Campanelli, militare italiano (n. 1811)
- 8 febbraio - Cetshwayo, sovrano
- 8 febbraio - Arnold Henri Guyot, geologo e geografo svizzero (n. 1807)
- 8 febbraio - Montagu Bertie, VI conte di Abingdon, politico britannico (n. 1808)
- 11 febbraio - Cenani Mehmed Kadri Pascià, politico ottomano (n. 1832)
- 11 febbraio - John Hutton Balfour, botanico scozzese (n. 1808)
- 12 febbraio - Aaron Bernstein, giornalista tedesco (n. 1812)
- 14 febbraio - Alice Hathaway Lee Roosevelt, attivista statunitense (n. 1861)
- 14 febbraio - Samuel David Gross, chirurgo statunitense (n. 1805)
- 14 febbraio - Giuseppe Mazza, pittore italiano (n. 1817)
- 14 febbraio - Martha Stewart Bulloch, statunitense (n. 1835)
- 14 febbraio - Franz Wohlfahrt, violinista e docente tedesco (n. 1833)
- 16 febbraio - Théodose du Moncel, pittore e fisico francese (n. 1821)
- 17 febbraio - Heinrich Berghaus, cartografo e geografo tedesco (n. 1797)
- 18 febbraio - Nikolaus von Pottenburg, diplomatico e nobile austriaco (n. 1822)
- 19 febbraio - Luigi Chiesi, avvocato, patriota e politico italiano (n. 1811)
- 19 febbraio - Karl Müllenhoff, filologo e archeologo tedesco (n. 1818)
- 20 febbraio - Jean-Théodore Laurent, vescovo cattolico tedesco (n. 1804)
- 21 febbraio - Auguste Bonheur, pittore francese (n. 1824)
- 24 febbraio - Georg Büchmann, filologo tedesco (n. 1822)
- 25 febbraio - Alessandro Negri di Sanfront, ufficiale e politico italiano (n. 1804)
- 26 febbraio - Panfilo Ballanti, avvocato e politico italiano (n. 1818)
- 26 febbraio - Emmanuel Félix de Wimpffen, generale francese (n. 1811)
- 27 febbraio - Antonio Bianchini, pittore, letterato e critico d'arte italiano (n. 1803)
- 27 febbraio - William Henry Hunt, politico statunitense (n. 1823)
- 27 febbraio - Maria di Gesù Deluil-Martiny, religiosa francese (n. 1841)
- 28 febbraio - Alessandro Biagi, pianista e compositore italiano (n. 1819)
- 28 febbraio - Giovanni Battista Fauché, patriota italiano (n. 1815)
- 28 febbraio - Andon Bedros IX Hassoun, cardinale e patriarca cattolico armeno (n. 1809)

## Marzo(35)
- 1º marzo - Auguste Mestral, fotografo francese (n. 1812)
- 2 marzo - Giovanni Battista Bagalà Blasini, vescovo cattolico italiano (n. 1803)
- 2 marzo - Hermann Friedberg, medico tedesco (n. 1817)
- 3 marzo - John Montagu, VII conte di Sandwich, nobile e politico inglese (n. 1811)
- 4 marzo - Johann Friedrich Ahlfeld, teologo tedesco (n. 1810)
- 6 marzo - Camillo Di Pietro, cardinale e arcivescovo cattolico italiano (n. 1806)
- 7 marzo - Jules Andrieu, insegnante francese (n. 1820)
- 8 marzo - Vladimir Fëdorovič Adlerberg, generale russo (n. 1791)
- 9 marzo - Casimiro Barello, italiano (n. 1857)
- 10 marzo - Arthur Cunynghame, generale britannico (n. 1812)
- 10 marzo - Tomás Frías Ametller, politico boliviano (n. 1804)
- 10 marzo - Bernardo Guimarães, romanziere brasiliano (n. 1825)
- 11 marzo - Giacinto Albini, patriota, politico e poeta italiano (n. 1821)
- 13 marzo - Kate Newell Doggett, botanica, traduttrice e socialite statunitense (n. 1827)
- 13 marzo - Aleksander Lesser, pittore, illustratore e critico d'arte polacco (n. 1814)
- 13 marzo - Giuseppe Massari, patriota, giornalista e politico italiano (n. 1821)
- 14 marzo - Buenaventura Báez, politico dominicano (n. 1812)
- 14 marzo - Quintino Sella, scienziato e politico italiano (n. 1827)
- 15 marzo - Antonio Tari, filosofo, scrittore e critico musicale italiano (n. 1809)
- 18 marzo - Giambattista Pertile, giurista e teologo italiano (n. 1811)
- 18 marzo - Tehauroa, re (n. 1830)
- 19 marzo - Elias Lönnrot, filologo, medico e botanico finlandese (n. 1802)
- 19 marzo - Joaquín Pardo de Tavera, attivista filippino (n. 1829)
- 19 marzo - Siro Zuliani, italiano (n. 1852)
- 21 marzo - Ezra Abbot, biblista statunitense (n. 1819)
- 21 marzo - Constantin A. Crețulescu, politico rumeno (n. 1809)
- 21 marzo - Allen Thomson, anatomista scozzese (n. 1809)
- 22 marzo - Giacomo Astengo, politico italiano (n. 1814)
- 22 marzo - Ludwig Stark, pianista, compositore e insegnante tedesco (n. 1831)
- 23 marzo - Angiolo Tricca, illustratore e pittore italiano (n. 1817)
- 24 marzo - François-Auguste Mignet, scrittore, storico e giornalista francese (n. 1796)
- 26 marzo - Jovan Vesel Koseski, poeta e traduttore sloveno (n. 1798)
- 27 marzo - Richard Böhm, zoologo e esploratore tedesco (n. 1854)
- 28 marzo - Leopoldo, duca di Albany, nobile britannico (n. 1853)
- 30 marzo - Aleksandr Dmitrievič Michajlov, rivoluzionario russo (n. 1855)

## Aprile(25)
- 3 aprile - Luigi Scrosoppi, presbitero italiano (n. 1804)
- 3 aprile - Jem Ward, pugile inglese (n. 1800)
- 6 aprile - Emanuel Geibel, poeta tedesco (n. 1815)
- 9 aprile - Antonio Spinelli di Scalea, politico e bibliografo italiano (n. 1795)
- 10 aprile - Jean Baptiste Dumas, chimico e politico francese (n. 1800)
- 11 aprile - Henry James Byron, commediografo, attore teatrale e impresario teatrale inglese (n. 1835)
- 11 aprile - Alphonse-Alfred Haentjens, politico e imprenditore francese (n. 1824)
- 11 aprile - Charles Reade, scrittore e drammaturgo inglese (n. 1814)
- 12 aprile - Federico Salomone, patriota e politico italiano (n. 1825)
- 13 aprile - Giovanni Maria Allodi, religioso, teologo e storiografo italiano (n. 1802)
- 14 aprile - Julius Friedländer, numismatico tedesco (n. 1813)
- 14 aprile - Adolphe de Leuven, drammaturgo e librettista francese (n. 1802)
- 16 aprile - Walter Montagu Douglas Scott, V duca di Buccleuch, politico scozzese (n. 1806)
- 20 aprile - Pasquale Borri, ballerino e coreografo italiano (n. 1820)
- 20 aprile - Francesco Rossetti, fisico italiano (n. 1833)
- 20 aprile - Giovanni Battista Varè, avvocato, politico e patriota italiano (n. 1817)
- 22 aprile - Jørgen Matthias Christian Schiødte, zoologo, entomologo e aracnologo danese (n. 1815)
- 22 aprile - Maria Taglioni, ballerina italiana (n. 1804)
- 23 aprile - Johannes von Leiss, nobile e vescovo cattolico austriaco (n. 1821)
- 23 aprile - Démosthène Ollivier, politico francese (n. 1799)
- 25 aprile - Alexa Wilding, modella inglese (n. 1847)
- 29 aprile - Michael Thomas Bass, politico e imprenditore britannico (n. 1799)
- 29 aprile - Michele Costa, compositore e direttore d'orchestra italiano (n. 1808)
- 29 aprile - Francesco Pellico, presbitero italiano (n. 1802)
- 30 aprile - Paolo Mercuri, incisore italiano (n. 1804)

## Maggio(35)
- 1º maggio - Ilario Filiberto Pateri, politico italiano (n. 1807)
- 1º maggio - Enea Sbarretti, cardinale italiano (n. 1808)
- 3 maggio - Richard Somerset, II barone Raglan, nobile inglese (n. 1817)
- 4 maggio - Sebastiano Barozzi, presbitero, patriota e poeta italiano (n. 1804)
- 4 maggio - Grigorij Ivanovič Čertkov, generale russo (n. 1828)
- 4 maggio - Maria Anna di Savoia, principessa italiana (n. 1803)
- 4 maggio - Enrico Scuri, pittore italiano (n. 1806)
- 5 maggio - Emilie Bieber, fotografa tedesca (n. 1810)
- 5 maggio - Francisco Diez Canseco, politico peruviano (n. 1821)
- 6 maggio - Judah Philip Benjamin, politico statunitense (n. 1811)
- 6 maggio - Alphonse Marie Ratisbonne, avvocato e presbitero francese (n. 1814)
- 8 maggio - Mihail Sturdza, nobile rumeno (n. 1794)
- 9 maggio - Giovanni Prati, poeta e politico italiano (n. 1814)
- 10 maggio - Charles-Adolphe Wurtz, chimico francese (n. 1817)
- 12 maggio - Bedřich Smetana, compositore ceco (n. 1824)
- 14 maggio - Giovanni Battista Janelli, militare e scrittore italiano (n. 1819)
- 14 maggio - Prospero Marchetti, avvocato italiano (n. 1822)
- 15 maggio - Henri Théophile Bocquillon, botanico francese (n. 1834)
- 16 maggio - William Mumler, fotografo statunitense (n. 1832)
- 17 maggio - Louis Brassin, pianista, compositore e docente belga (n. 1840)
- 17 maggio - Giulio di Lippe-Biesterfeld, nobile tedesco (n. 1812)
- 18 maggio - Giovanni Battista Delponte, docente, medico e botanico italiano (n. 1812)
- 18 maggio - Heinrich Göppert, botanico e paleontologo tedesco (n. 1800)
- 19 maggio - Samuel Cutler Ward, politico statunitense (n. 1814)
- 20 maggio - Leopoldo di Sassonia-Coburgo-Koháry, principe tedesco (n. 1824)
- 21 maggio - Mary Ann M'Clintock, attivista statunitense (n. 1800)
- 24 maggio - Antonio Gussalli, letterato italiano (n. 1806)
- 25 maggio - Lodovico Caldesi, micologo, botanico e politico italiano (n. 1821)
- 26 maggio - Theodor Wilhelm Achtermann, scultore tedesco (n. 1799)
- 26 maggio - Joaquim António de Aguiar, politico portoghese (n. 1792)
- 26 maggio - Paolo Sacchi, militare italiano (n. 1807)
- 27 maggio - Vincenzo Bertolini, politico e avvocato italiano (n. 1818)
- 27 maggio - Augusto del Liechtenstein, principe austriaco (n. 1810)
- 29 maggio - Henry Bartle Frere, politico britannico (n. 1815)
- 31 maggio - Luigi Busi, pittore italiano (n. 1837)

## Giugno(24)
- 1º giugno - Mansfield Lovell, militare statunitense (n. 1822)
- 6 giugno - Ernest Jaime, drammaturgo, litografo e storico dell'arte francese (n. 1804)
- 7 giugno - Nicola Zanichelli, editore italiano (n. 1819)
- 9 giugno - Aníbal Pinto, politico cileno (n. 1825)
- 9 giugno - Stefan Subic, scultore e pittore austro-ungarico (n. 1820)
- 10 giugno - Geremia Barsottini, religioso, poeta e critico letterario italiano (n. 1812)
- 13 giugno - Maria Giuseppina del Liechtenstein, principessa austriaca (n. 1800)
- 16 giugno - Thora Hallager, fotografa danese (n. 1821)
- 19 giugno - Juan Bautista Alberdi, politico, diplomatico e scrittore argentino (n. 1810)
- 19 giugno - Johann Gustav Droysen, storico e politico tedesco (n. 1808)
- 19 giugno - Ludwig Richter, pittore e incisore tedesco (n. 1803)
- 21 giugno - Alessandro di Orange-Nassau, principe olandese (n. 1851)
- 21 giugno - Salvatore Misdea, militare italiano (n. 1862)
- 22 giugno - Frédéric de Falloux du Coudray, cardinale francese (n. 1815)
- 23 giugno - Georg Baumgarten, pioniere dell'aviazione tedesco (n. 1837)
- 24 giugno - Pompeo di Campello, politico italiano (n. 1803)
- 24 giugno - Pompeius Scharinger von Lamazon, militare e generale austriaco (n. 1798)
- 25 giugno - Philip Gore, IV conte di Arran, nobile e diplomatico irlandese (n. 1801)
- 25 giugno - Hans Rott, compositore e organista austriaco (n. 1858)
- 26 giugno - Jacques-Joseph Moreau, psichiatra francese (n. 1804)
- 27 giugno - Felice Le Monnier, editore italiano (n. 1806)
- 27 giugno - Ida del Liechtenstein, principessa austriaca (n. 1811)
- 27 giugno - Andreas Munch, poeta e drammaturgo norvegese (n. 1811)
- 27 giugno - Giuseppe Pardini, architetto italiano (n. 1799)

## Luglio(27)
- 1º luglio - Allan Pinkerton, poliziotto, investigatore e agente segreto britannico (n. 1819)
- 1º luglio - Ėduard Ivanovič Totleben, generale russo (n. 1818)
- 3 luglio - Ludwig von Fischer, avvocato e politico svizzero (n. 1805)
- 3 luglio - Candelario Obeso, poeta colombiano (n. 1849)
- 3 luglio - Eugenio Venini, politico italiano (n. 1807)
- 5 luglio - Eduard Jäger von Jaxtthal, oculista austriaco (n. 1818)
- 5 luglio - Victor Massé, compositore francese (n. 1822)
- 9 luglio - Jakob August Lorent, archeologo, chimico e fotografo tedesco (n. 1813)
- 10 luglio - Teodoro Buffoli, patriota, avvocato e politico italiano (n. 1830)
- 10 luglio - Henri Delmotte, drammaturgo e giornalista belga (n. 1822)
- 10 luglio - Karl Richard Lepsius, egittologo, geologo e archeologo tedesco (n. 1810)
- 10 luglio - Paul Morphy, scacchista statunitense (n. 1837)
- 14 luglio - Matthias Hungerbühler, avvocato e politico svizzero (n. 1805)
- 15 luglio - Henry Wellesley, I conte Cowley, ambasciatore britannico (n. 1804)
- 16 luglio - Manuel Milá, filologo e traduttore spagnolo (n. 1818)
- 18 luglio - Ferdinand von Hochstetter, geologo e naturalista tedesco (n. 1829)
- 18 luglio - Zanobi Pasqui, magistrato e politico italiano (n. 1799)
- 21 luglio - Vito Beltrani, giornalista e politico italiano (n. 1805)
- 22 luglio - Nina de Villard, scrittrice e poetessa francese (n. 1843)
- 23 luglio - Carlo Filippo Chiaffarino, scultore italiano (n. 1856)
- 23 luglio - Alexandre Thomas Francia, pittore francese (n. 1815)
- 23 luglio - Jean-Edmond Laroche-Joubert, politico e imprenditore francese (n. 1820)
- 25 luglio - Edward Stallybrass, missionario britannico (n. 1794)
- 28 luglio - Pietro Ceretti, filosofo e letterato italiano (n. 1823)
- 29 luglio - Gustave Le Gray, fotografo francese (n. 1820)
- 29 luglio - Salvatore Muzzi, scrittore e giornalista italiano (n. 1807)
- 31 luglio - Kiến Phúc, imperatore vietnamita (n. 1869)

## Agosto(36)
- 1º agosto - Carlo Bossoli, pittore e scenografo svizzero (n. 1815)
- 1º agosto - Heinrich Laube, scrittore, commediografo e direttore teatrale tedesco (n. 1806)
- 1º agosto - Sarah Pugh, attivista e insegnante statunitense (n. 1800)
- 2 agosto - Paul Abadie, architetto francese (n. 1812)
- 4 agosto - Francesco Canneti, musicista e compositore italiano (n. 1807)
- 6 agosto - Antonio García Gutiérrez, drammaturgo spagnolo (n. 1813)
- 6 agosto - Leopardo Martinengo, politico e patriota italiano (n. 1805)
- 7 agosto - Costanza Rovelli, soprano italiano (n. 1828)
- 8 agosto - Maximilian Perty, naturalista, entomologo e aracnologo tedesco (n. 1804)
- 8 agosto - Ferdinando Pistorius, imprenditore italiano (n. 1841)
- 8 agosto - Paul Thénard, chimico e agronomo francese (n. 1819)
- 8 agosto - Miroslav Tyrš, patriota e storico dell'arte ceco (n. 1832)
- 9 agosto - Laura Battista, poetessa italiana (n. 1845)
- 9 agosto - Robert Brown Elliott, politico e avvocato statunitense (n. 1842)
- 10 agosto - Amalie Haizinger, attrice teatrale e cantante lirica tedesca (n. 1800)
- 10 agosto - Giacomo Savarese, economista e politico italiano (n. 1808)
- 11 agosto - Albert Dumont, grecista e archeologo francese (n. 1842)
- 11 agosto - Cornelius Jabez Hughes, fotografo e scrittore britannico (n. 1819)
- 11 agosto - Isidoro Maggi, politico, avvocato e imprenditore italiano (n. 1840)
- 11 agosto - James Malcolm Rymer, scrittore britannico (n. 1814)
- 12 agosto - Andrea Casasola, arcivescovo cattolico italiano (n. 1806)
- 12 agosto - Arnold Förster, entomologo e insegnante tedesco (n. 1810)
- 13 agosto - Arthur Wellesley, II duca di Wellington, nobile e militare inglese (n. 1807)
- 15 agosto - Julius Friedrich Cohnheim, patologo tedesco (n. 1839)
- 16 agosto - Jean-Léonard Lugardon, pittore svizzero (n. 1801)
- 21 agosto - Giuseppe De Nittis, pittore italiano (n. 1846)
- 21 agosto - Henry Wimshurst, ingegnere navale britannico (n. 1804)
- 24 agosto - Marya Krasińska, nobile polacca (n. 1850)
- 25 agosto - Odo Russell, I Barone Ampthill, diplomatico inglese (n. 1829)
- 26 agosto - Fatma Sultan, principessa ottomana (n. 1840)
- 27 agosto - Giovanni Renica, pittore italiano (n. 1808)
- 27 agosto - Francesco Maria Serra, politico italiano (n. 1804)
- 28 agosto - Leopoldo Galeotti, avvocato, giornalista e politico italiano (n. 1813)
- 28 agosto - Juan de la Cruz Ignacio Moreno y Maisanove, cardinale e arcivescovo cattolico guatemalteco (n. 1817)
- 30 agosto - Giulio Carcano, politico, scrittore e giornalista italiano (n. 1812)
- 31 agosto - Lara Buscè, scrittrice e politica italiana (n. 1778)

## Settembre(17)
- 2 settembre - Karl Herwarth von Bittenfeld, generale prussiano (n. 1796)
- 5 settembre - André Bastelica, operaio francese (n. 1845)
- 5 settembre - Raffaele De Nobili, politico italiano (n. 1827)
- 6 settembre - Gevheri Kadin, ottomana (n. 1856)
- 10 settembre - Jean-Augustin Barral, scienziato, chimico e agronomo francese (n. 1819)
- 10 settembre - George Bentham, botanico inglese (n. 1800)
- 11 settembre - Carlo Combi, patriota e saggista italiano (n. 1827)
- 12 settembre - Federico Odorici, bibliotecario e storico italiano (n. 1807)
- 20 settembre - Leopold Fitzinger, zoologo austriaco (n. 1802)
- 23 settembre - Giuseppe Pierotti, pittore e scultore italiano (n. 1826)
- 23 settembre - Hermann Edler von Zeissl, dermatologo e medico austriaco (n. 1817)
- 25 settembre - Friedrich von Pöck, ammiraglio austriaco (n. 1825)
- 27 settembre - Fabio Cannella, politico italiano (n. 1817)
- 28 settembre - Jacob Derk van Heeckeren Beverweerd, diplomatico olandese (n. 1791)
- 29 settembre - Eugène Bourdon, ingegnere e orologiaio francese (n. 1808)
- 30 settembre - Adelaide Orsola Appignani, soprano, direttore d'orchestra e compositrice italiana (n. 1807)
- 30 settembre - Louis Lacombe, compositore e pianista francese (n. 1818)

## Ottobre(30)
- 1º ottobre - Enea Gardana, chitarrista e compositore italiano (n. 1824)
- 2 ottobre - Jean Achard, pittore e incisore francese (n. 1807)
- 3 ottobre - Hans Makart, pittore austriaco (n. 1840)
- 3 ottobre - Nicola Trudi, matematico italiano (n. 1811)
- 7 ottobre - Gustavo Bianchi, esploratore italiano (n. 1845)
- 7 ottobre - Tommaso De Vivo, pittore italiano
- 7 ottobre - Bernard Petitjean, vescovo cattolico e missionario francese (n. 1829)
- 10 ottobre - Gaetano Gallino, pittore italiano (n. 1804)
- 14 ottobre - Ramón Allende Padin, medico e politico cileno (n. 1845)
- 14 ottobre - Federico Guglielmo d'Assia-Kassel, principe (n. 1820)
- 15 ottobre - Hendrik van Beek, vescovo cattolico olandese (n. 1816)
- 15 ottobre - Antoine Demay, operaio francese (n. 1822)
- 15 ottobre - Angelo Pierallini, architetto italiano (n. 1807)
- 17 ottobre - Joseph Whitaker, imprenditore britannico (n. 1802)
- 18 ottobre - Guglielmo VIII di Brunswick, duca (n. 1806)
- 19 ottobre - Karl Hillebrand, storico e saggista tedesco (n. 1829)
- 19 ottobre - Paul Lacroix, scrittore, giornalista e bibliotecario francese (n. 1806)
- 19 ottobre - Venceslao Pieralisi, filosofo e teologo italiano
- 20 ottobre - Bartolomeo d'Avanzo, cardinale e vescovo cattolico italiano (n. 1811)
- 23 ottobre - Carlo Claudio Camillo Guarmani, viaggiatore italiano (n. 1828)
- 24 ottobre - Federigo Pastoris, pittore e incisore italiano (n. 1837)
- 25 ottobre - Carlo Alberto Castigliano, ingegnere e matematico italiano (n. 1847)
- 26 ottobre - Biagio Verri, religioso e attivista italiano (n. 1819)
- 28 ottobre - Scipione Sighele, magistrato e politico italiano (n. 1806)
- 28 ottobre - Abdolonyme Ubicini, storico e giornalista francese (n. 1818)
- 29 ottobre - Sarah Louisa Forten Purvis, poetessa statunitense (n. 1814)
- 30 ottobre - Pasquale Brignoli, tenore italiano (n. 1824)
- 30 ottobre - Auguste Migette, pittore e disegnatore francese (n. 1802)
- 30 ottobre - Federico Spantigati, politico italiano (n. 1831)
- 31 ottobre - Marija Konstantinovna Baškirceva, pittrice, scultrice e scrittrice russa (n. 1858)

## Novembre(21)
- 3 novembre - Menyhért Lónyay, politico ungherese (n. 1822)
- 5 novembre - Erminia Frezzolini, soprano italiano (n. 1818)
- 6 novembre - William Wells Brown, scrittore, commediografo e storico statunitense (n. 1814)
- 6 novembre - Henry Fawcett, politico e economista britannico (n. 1833)
- 6 novembre - George Vane-Tempest, nobile e politico irlandese (n. 1821)
- 8 novembre - Henri Félix Emmanuel Philippoteaux, pittore francese (n. 1815)
- 9 novembre - James Buckle, calciatore nordirlandese (n. 1854)
- 11 novembre - Alfred Edmund Brehm, biologo e scrittore tedesco (n. 1829)
- 11 novembre - Pellegrino Tonini, presbitero, numismatico e archeologo italiano (n. 1824)
- 13 novembre - Alvise Francesco Mocenigo, politico e imprenditore italiano (n. 1799)
- 13 novembre - Giuseppe de Spuches, poeta, traduttore e politico italiano (n. 1819)
- 17 novembre - Giovanni Bolis, militare, funzionario e prefetto italiano (n. 1831)
- 17 novembre - Louis Marie Quicherat, latinista, lessicografo e musicologo francese (n. 1799)
- 17 novembre - Napoleone Salaghi, medico italiano (n. 1810)
- 24 novembre - Giuseppe Bella, ingegnere e politico italiano (n. 1808)
- 24 novembre - Martin Fourichon, ammiraglio e politico francese (n. 1809)
- 24 novembre - Rinaldo Fulin, presbitero, storico e docente italiano (n. 1824)
- 25 novembre - Adolph Wilhelm Hermann Kolbe, chimico tedesco (n. 1818)
- 27 novembre - Fanny Elssler, danzatrice austriaca (n. 1810)
- 29 novembre - Franz Joseph Rudigier, vescovo cattolico austriaco (n. 1811)
- 30 novembre - Tomàs Aguiló, poeta spagnolo (n. 1812)

## Dicembre(37)
- 1º dicembre - Salvatore Bianchi, architetto italiano (n. 1821)
- 1º dicembre - Cherubino Dari, politico italiano (n. 1836)
- 2 dicembre - Alessandro Colli, politico italiano (n. 1803)
- 2 dicembre - Antonio Croci, architetto svizzero (n. 1823)
- 3 dicembre - Giuseppe Barellai, patriota e medico italiano (n. 1813)
- 3 dicembre - Eugène Pelletan, politico e scrittore francese (n. 1813)
- 4 dicembre - Henry Perrin Coon, politico, insegnante e medico statunitense (n. 1822)
- 5 dicembre - Richard Lumley, IX conte di Scarbrough, ufficiale irlandese (n. 1813)
- 7 dicembre - Luigi Buglione di Monale, militare italiano (n. 1821)
- 7 dicembre - Girolamo Cantelli, patriota e politico italiano (n. 1815)
- 8 dicembre - Sigmund Lebert, pianista tedesco (n. 1821)
- 9 dicembre - Federico Campanella, patriota e politico italiano (n. 1804)
- 10 dicembre - Jules Bastien-Lepage, pittore francese (n. 1848)
- 10 dicembre - Eduard Rüppell, naturalista, zoologo e esploratore tedesco (n. 1794)
- 11 dicembre - Émile Félix Fleury, generale, politico e diplomatico francese (n. 1815)
- 13 dicembre - Lars Anton Anjou, teologo svedese (n. 1803)
- 14 dicembre - Christian Ferdinand Schiess, militare svizzero (n. 1856)
- 15 dicembre - Domenico Chinca, militare italiano (n. 1818)
- 16 dicembre - William Cholmondeley, III marchese di Cholmondeley, politico e nobile inglese (n. 1800)
- 17 dicembre - Saverio Griffini, generale e patriota italiano (n. 1802)
- 19 dicembre - Francesco Prospero Antonini, storico, patriota e magistrato italiano (n. 1809)
- 20 dicembre - Domenico Consolini, cardinale italiano (n. 1806)
- 20 dicembre - Federico Crema, medico, patriota e politico italiano (n. 1814)
- 21 dicembre - Giovanni Cittadella, politico italiano (n. 1806)
- 21 dicembre - Nicola Consoni, pittore italiano (n. 1814)
- 22 dicembre - Francesco Fiorentino, filosofo e storico della filosofia italiano (n. 1834)
- 23 dicembre - Samuel Birley Rowbotham, inventore e scrittore britannico (n. 1816)
- 23 dicembre - William Henry Channing, presbitero, scrittore e filosofo statunitense (n. 1810)
- 23 dicembre - John Chisum, imprenditore statunitense (n. 1824)
- 24 dicembre - Arthur Cursham, calciatore inglese (n. 1853)
- 24 dicembre - Paolo Silvani, politico e avvocato italiano (n. 1810)
- 25 dicembre - Francesco Zanin, pittore italiano (n. 1824)
- 26 dicembre - Federico Carlo I di Hohenlohe-Waldenburg-Schillingsfürst, nobile tedesco (n. 1814)
- 28 dicembre - Jean-Antoine-Marie Idrac, scultore francese (n. 1849)
- 28 dicembre - Edmond Mégy, attivista francese (n. 1841)
- 29 dicembre - Aleksej Sergeevič Uvarov, archeologo russo (n. 1825)
- 30 dicembre - Charlotte Vandine Forten, attivista statunitense (n. 1785)

## Senza giorno specificato(38)
- José Abella y Garaulet, pittore spagnolo (n. 1800)
- Siegfried Heinrich Aronhold, matematico tedesco (n. 1819)
- Leopoldo Bianchini, fantino italiano (n. 1830)
- Hermann Friedrich Bonorden, micologo tedesco (n. 1801)
- Martino Cafiero, giornalista italiano (n. 1848)
- Pompeo Calvi, pittore italiano (n. 1806)
- Antonio Catara Lettieri, filosofo italiano (n. 1809)
- Federico Comini, politico e avvocato italiano (n. 1803)
- Mariano Delli Franci, patriota italiano (n. 1819)
- Xavier Forneret, scrittore, poeta e drammaturgo francese (n. 1809)
- Vincenzo Franceschini, pittore italiano (n. 1812)
- Antonio Ghezzi, architetto e ingegnere svizzero (n. 1824)
- Temistocle Guerrazzi, scultore italiano (n. 1806)
- Luigi Hartman, pittore italiano (n. 1807)
- John Haslem, pittore britannico (n. 1808)
- Georgiana Houghton, artista e sensitiva spagnola (n. 1814)
- Kofi Karikari, re (n. 1837)
- Adèle Kindt, pittrice belga (n. 1804)
- Triantafyllos Lazaretos, politico e militare greco (n. 1800)
- Pierre Alexandre Lenormand de Bretteville, militare francese (n. 1811)
- Stepan Stepanovič Lesovskij, ammiraglio russo (n. 1817)
- James Booth Lockwood, esploratore statunitense (n. 1852)
- Salvatore Pappalardo, compositore italiano (n. 1817)
- Giuseppe Pozzo, politico italiano (n. 1809)
- Raghib Pascià, politico egiziano (n. 1819)
- Giulio Rossi, pittore e fotografo italiano (n. 1823)
- Isidoro Rossi, compositore italiano (n. 1815)
- Keshab Chandra Sen, filosofo indiano (n. 1838)
- Izrael Abraham Staffel, inventore polacco (n. 1814)
- Frederik Stang, politico norvegese (n. 1808)
- Lorenzo Toncini, pittore italiano (n. 1802)
- Nicolas Desvaux, generale francese (n. 1810)
- Alessandro Vacca, pittore e incisore italiano (n. 1836)
- Jules Van Imschoot, pittore e incisore belga (n. 1821)
- Enrico Van Lint, fotografo italiano (n. 1808)
- Francesco Villa, economista italiano (n. 1801)
- Muteesa I di Buganda, re ugandese
- Stefano Zirilli, patriota italiano (n. 1812)